# Catedral de Bergen
La Catedral de Bergen (en noruec;Bergen domkirke) és la catedral de culte luterà en el municipi de Bergen al Comtat de Hordaland, Noruega. Està localitzada a la ciutat de Bergen i és la seu de la Diòcesi de Bjørgvin. Forma part de l'Església de Noruega. La primera referència històrica registrada data del 1181. Conserva la seva antiga dedicació a Sant Olaf. La catedral té una capacitat per a 1.000 persones.

## Història
Durant el regnat del rei Haakon IV de Noruega, un monestir franciscà es va establir prop de l'església, aleshores coneguda com a Olavskirken, o l'església de Sant Olaf, la qual es va incorporar a la mateixa. L'església va cremar l'any 1248 i de nou l'any 1270, però va ser reconstruïda després d'ambdós focs. L'any 1463, va cremar novament però aquest cop no va ser reconstruïda fins a la dècada del 1550, tot i haver estat declarada com a catedral l'any 1537.
Després dels incendis de 1623 i 1640, la Catedral de Bergen va recuperar el seu aspecte general actual. El campanar de la nau va ser enderrocat i es va construir l'actual torre. Durant la renovació de la dècada de 1880, sota la direcció dels arquitectes Christian Christie i Peter Andreas Blix, l'interior rococó va ser reemplaçat per a retornar a la seva anterior aparença medieval.
Com a part de la Segona guerra Anglo-Holandesa, la batalla de Vågen del 1665 va tenir lloc a la zona principal del port de Bergen. Una bola de canó de la batalla naval entre les flotes Anglesa i  Holandesa roman incrustada a la paret exterior de la catedral.

## Música
L'actual orgue de la catedral de Bergen, de Rieger Orgelbau, és de l'any 1997. L'orgue és el cinquè en la història de la catedral; el primer conegut es va instal·lar l'any 1549. La catedral s'utilitza regularment per a concerts musicals.

## Galeria d'imatges

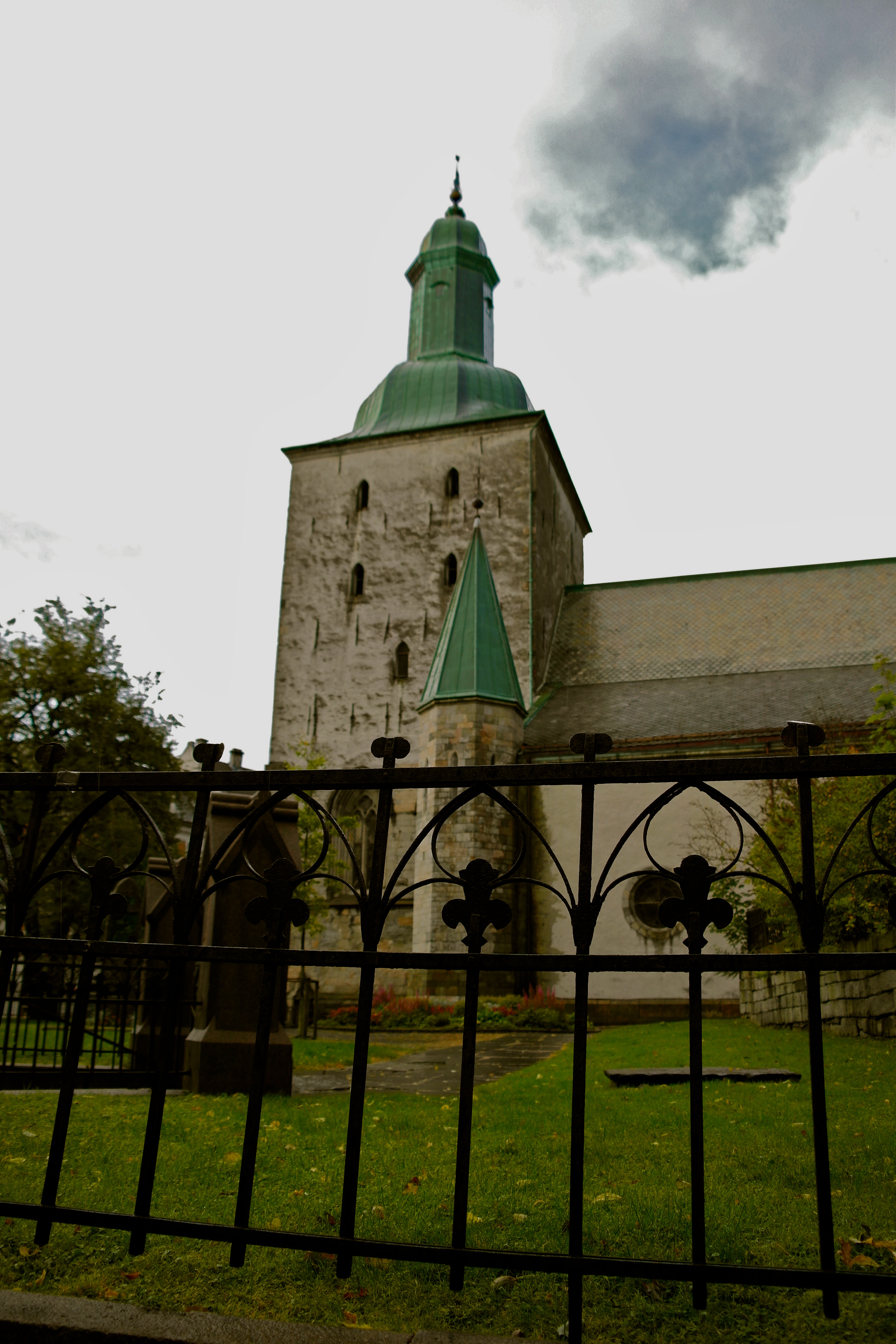
Exterior de la Catedral
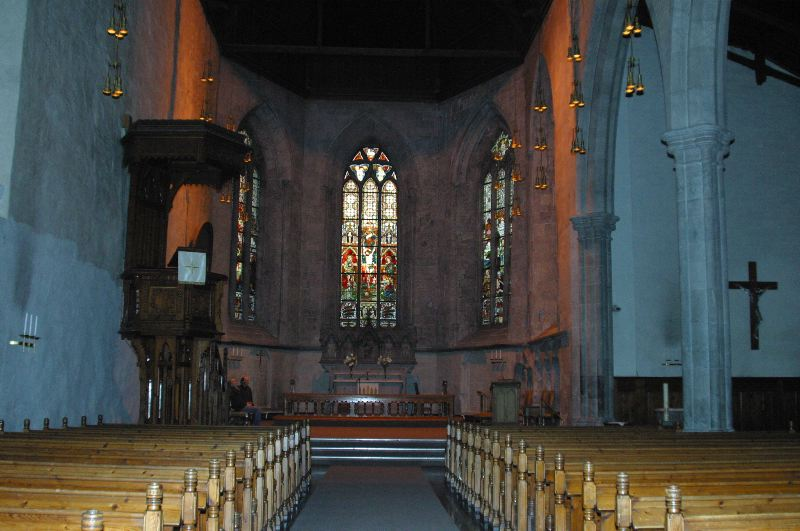
Catedral-Santuari
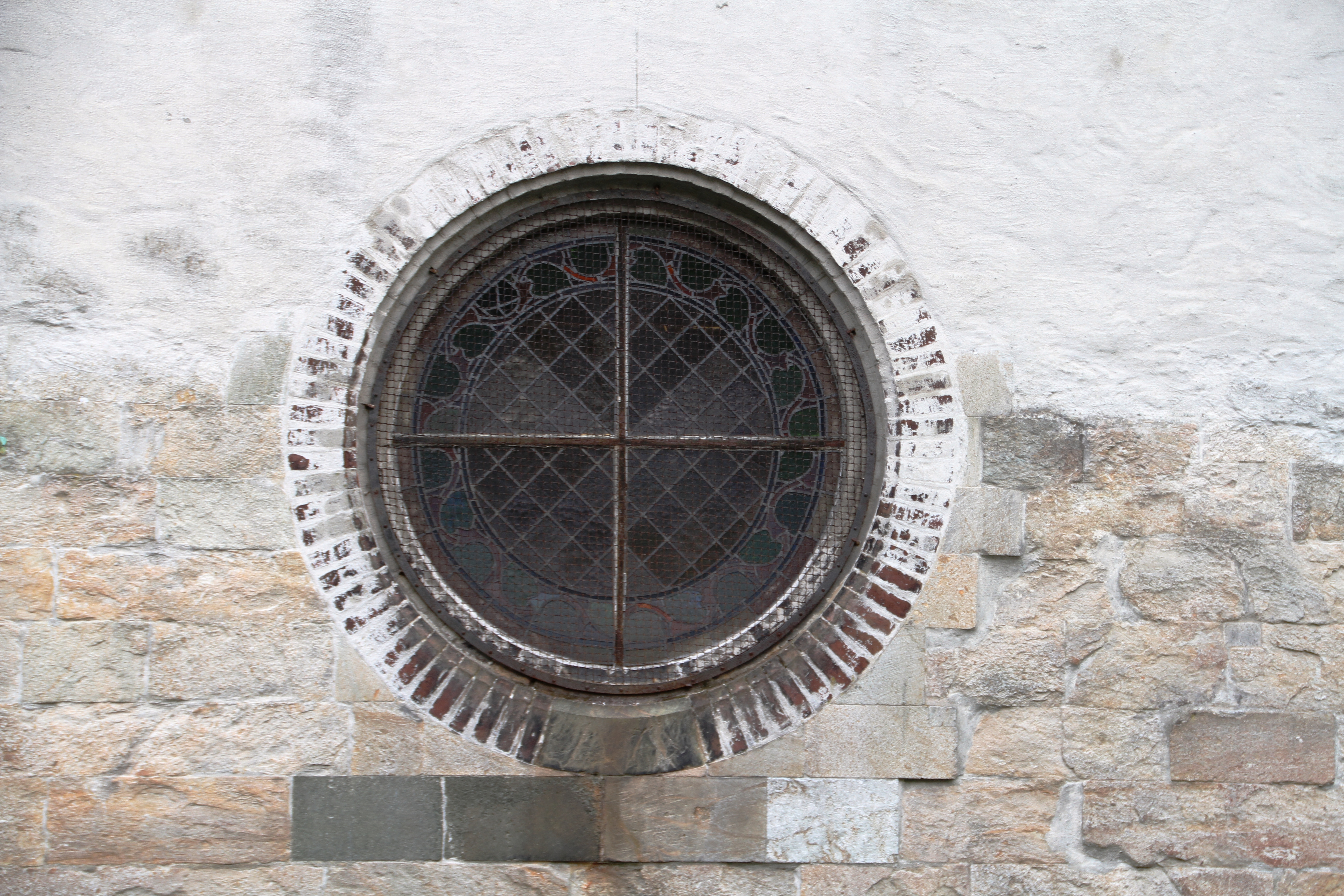
Finestra exterior
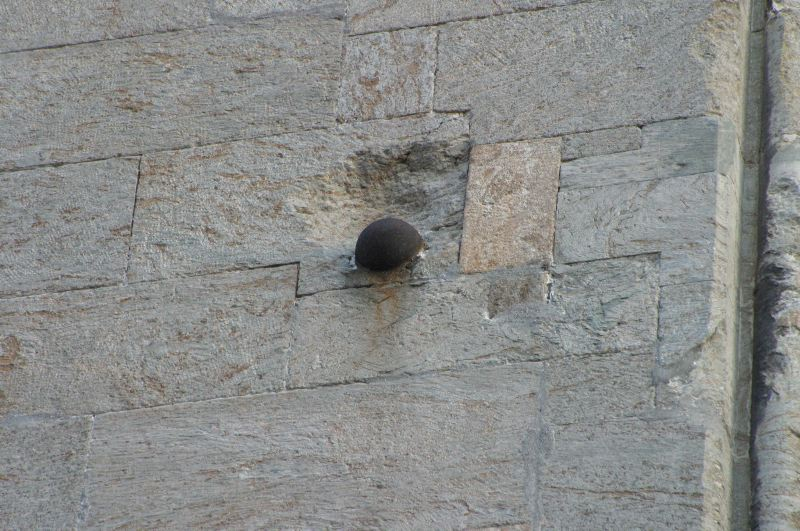
Bola de canó al mur
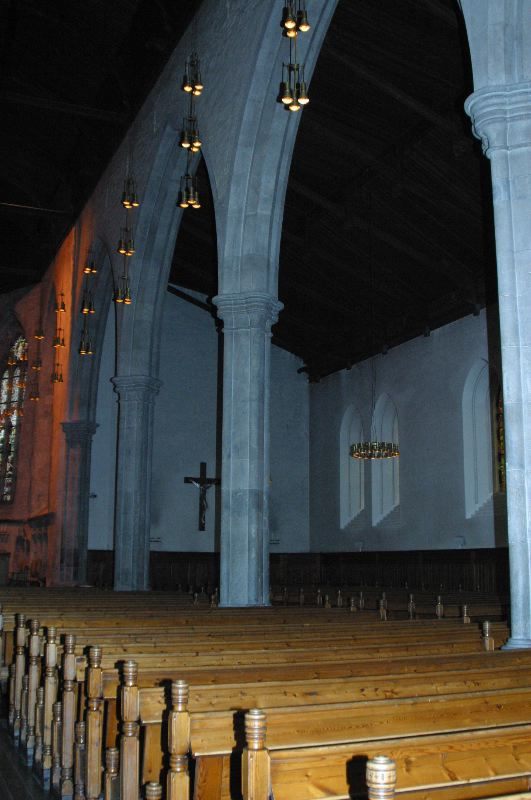
Pilars de suport interiors
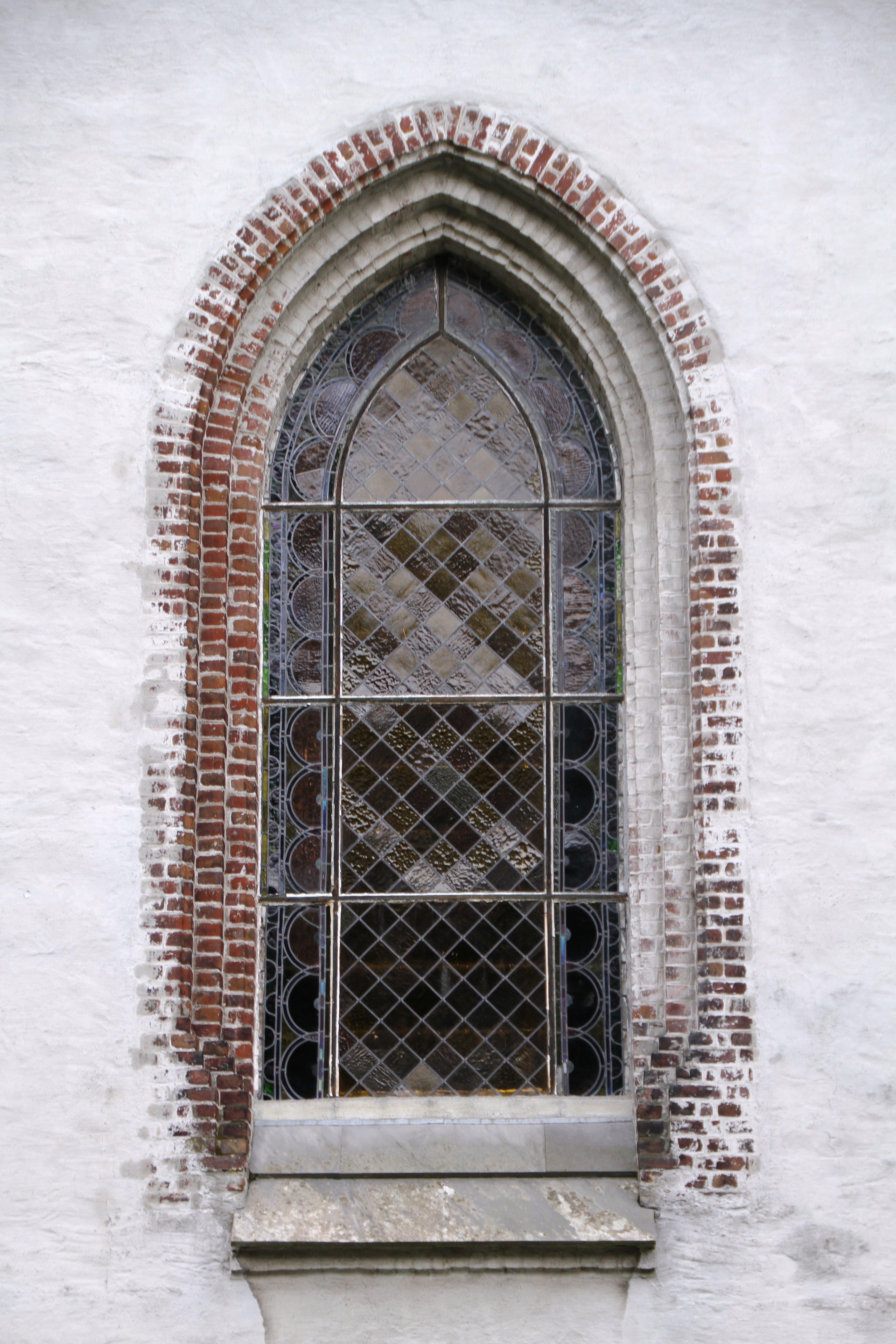
Finestra de la Catedral
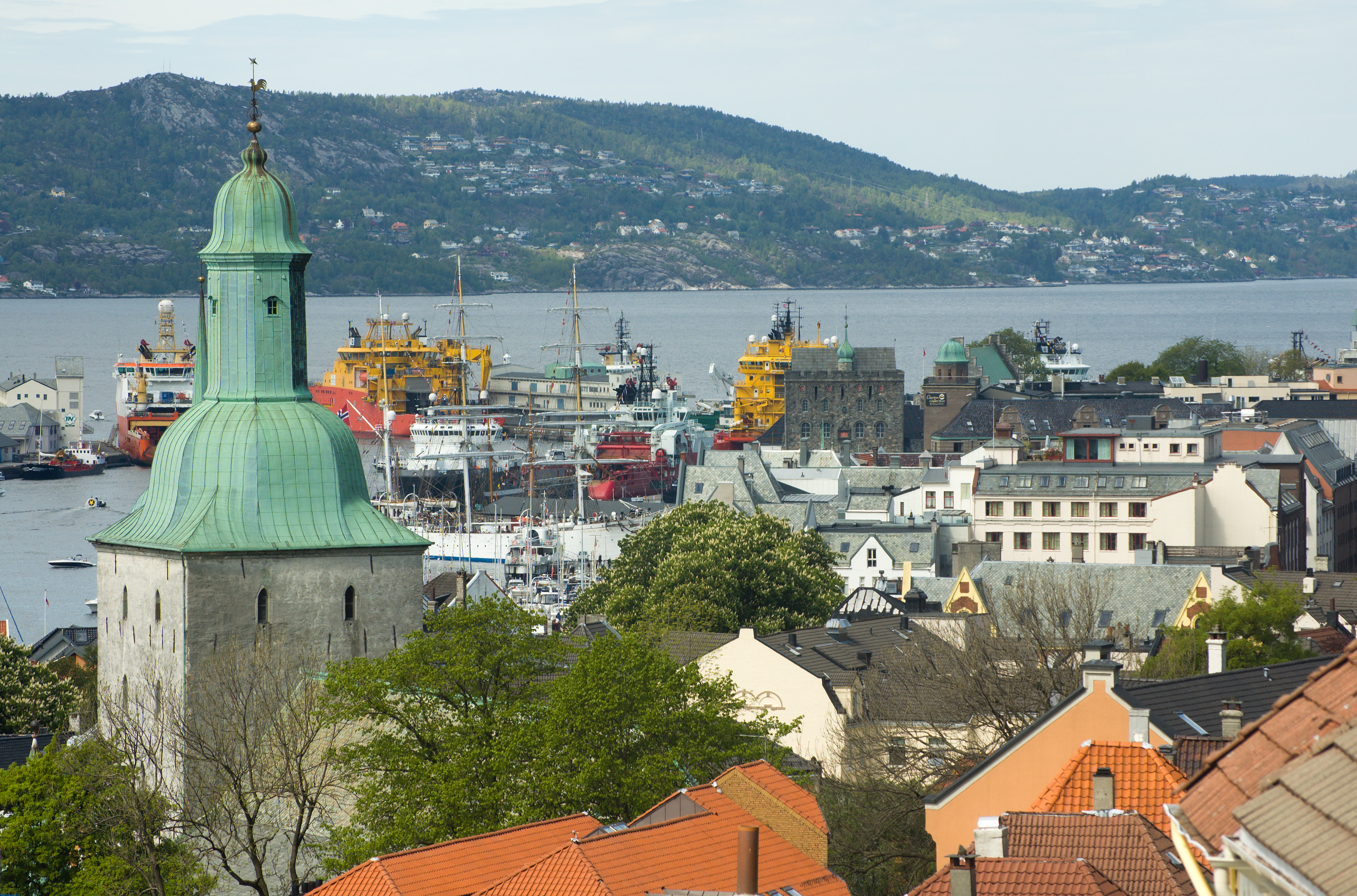
Torre de la Catedral de Bergen
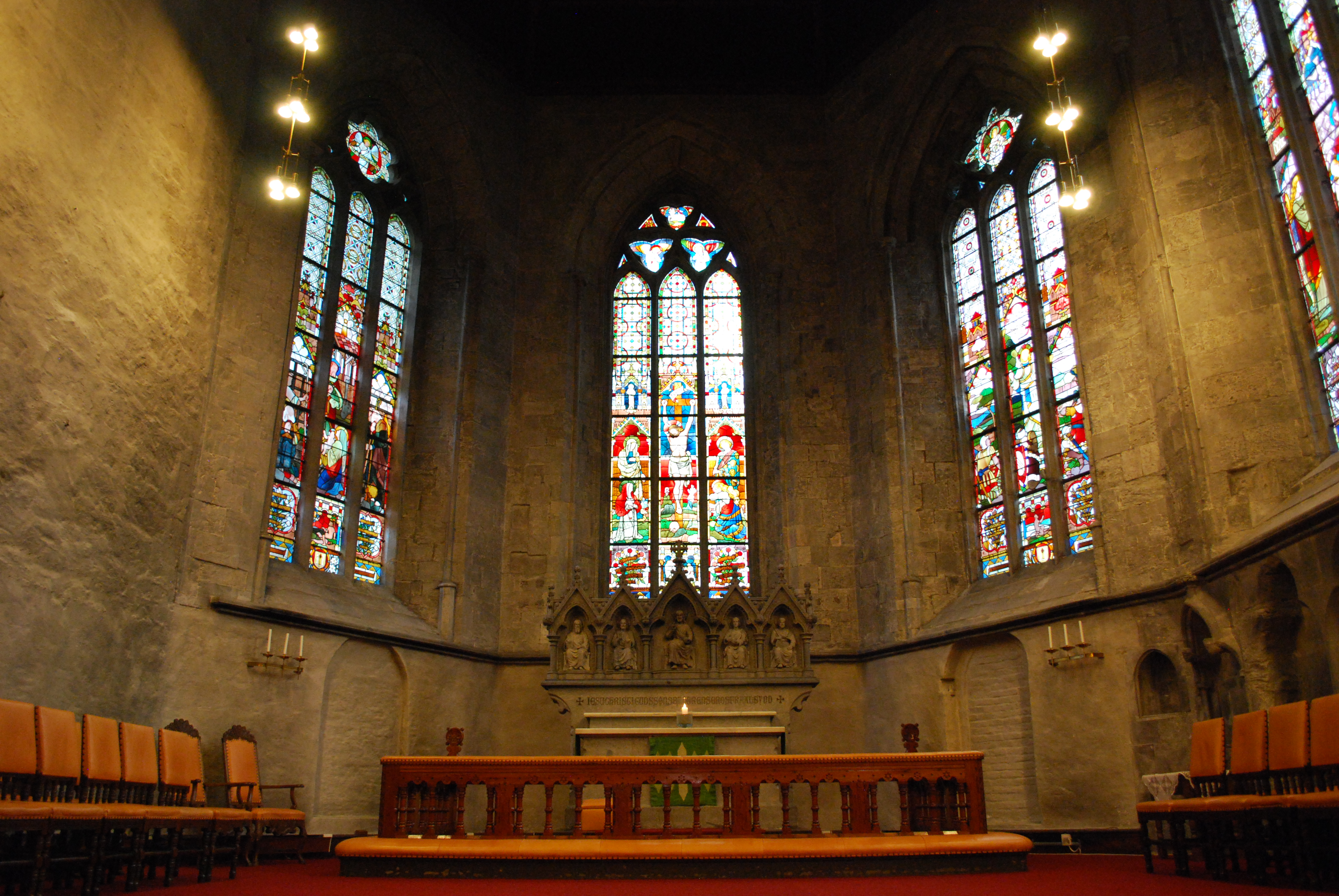
Altar de la Catedral de Bergen
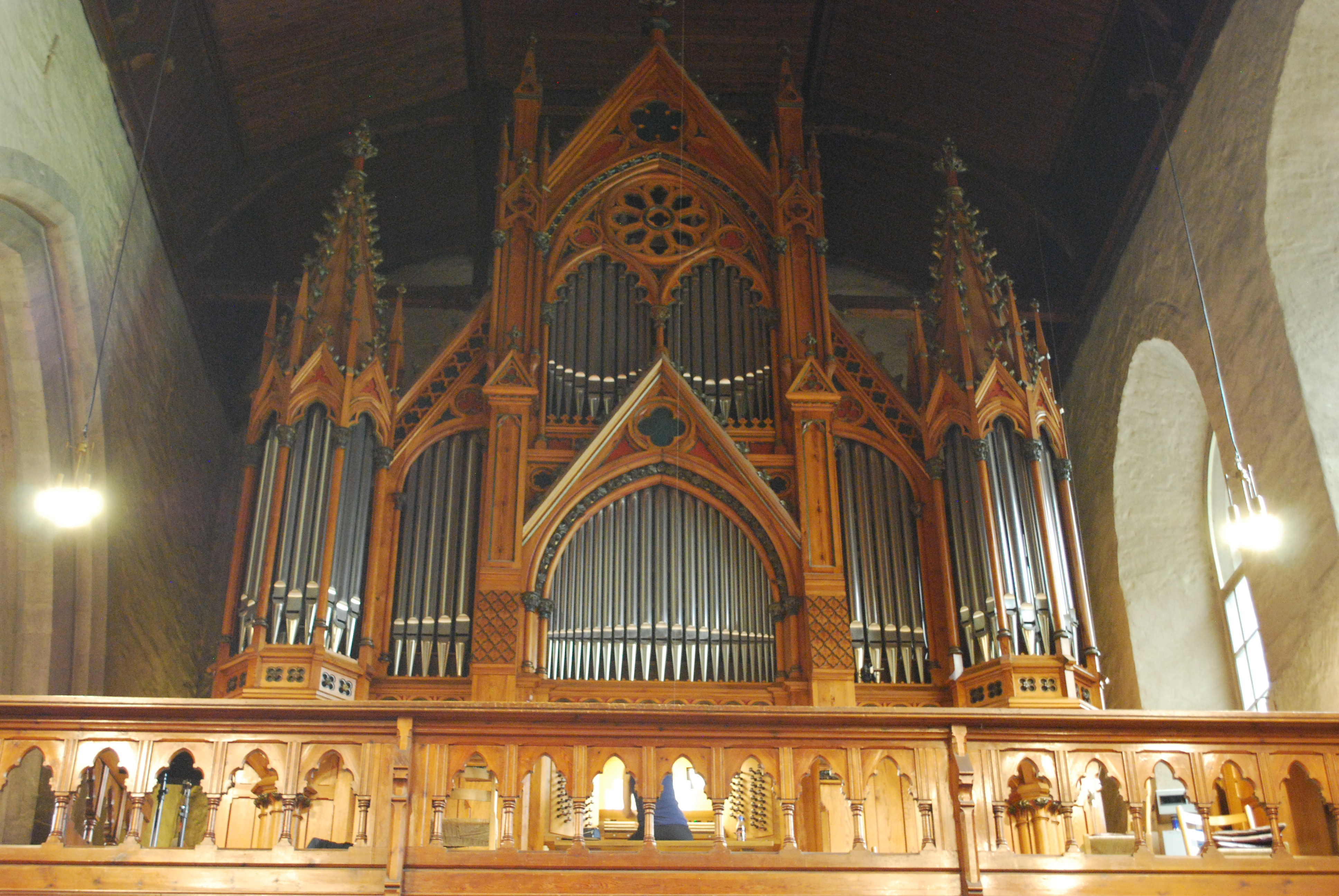
Cor de la Catedral de Bergen
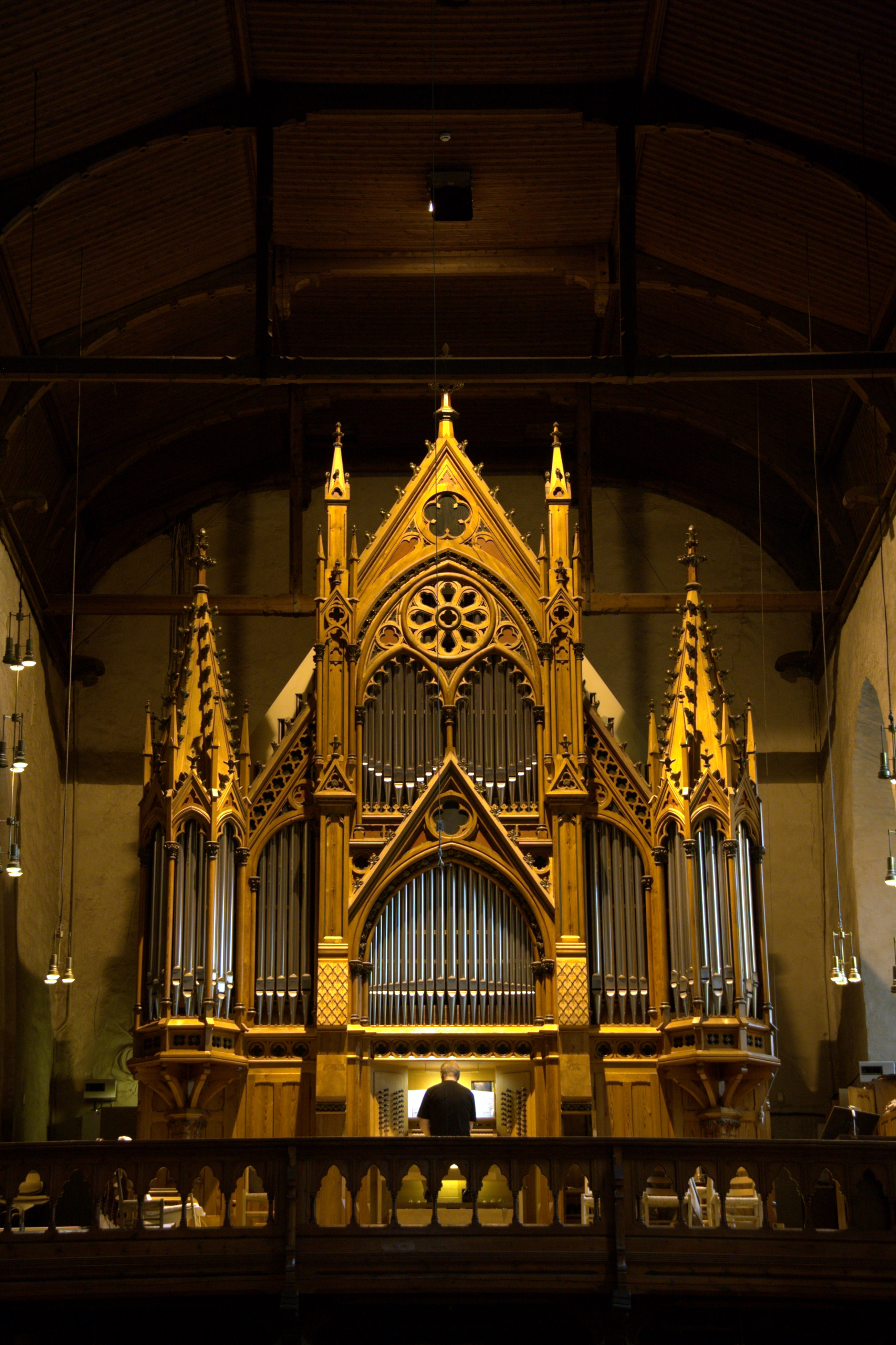
Orgue de la Catedral de Bergen